# Ciperis de Vignevaux
Ciperis de Vignevaux ist ein altfranzösisches Epos (Chanson de geste), das nur lückenhaft überliefert ist. Hinter Ciperis verbirgt sich der historische Frankenkönig Childerich II.

## Überlieferung, Textbestand und Datierung
Erhalten geblieben sind 7.895 Alexandriner in 250 Laissen. Der Text lässt sich nur schwer datieren: Der Text dürfte zwischen der Mitte des 14. und dem Anfang des 15. Jahrhunderts entstanden sein. Sein Autor dürfte dem Comté de Vignevaux entstammen. Eine Prosafassung entstand im 15. Jahrhundert, die im 15. und 16. Jahrhundert dann insgesamt dreimal gedruckt und schließlich 1842 aktualisiert und in die Bibliothèque bleue aufgenommen wurde.